# Kälsbodtjärnen
Kälsbodtjärnen är en sjö i Örnsköldsviks kommun i Ångermanland och ingår i Ångermanälvens huvudavrinningsområde. Sjöns area är 0,03 kvadratkilometer och den är belägen 239 meter över havet.